# Teresa Zielińska (inżynier)
Teresa Zielińska (ur. 1955 w Hrubieszowie) – polska inżynierka, profesor nauk technicznych, specjalistka w zakresie automatyki i robotyki, wykładowczyni Politechniki Warszawskiej.

## Życiorys
W 1979 ukończyła studia w zakresie elektroniki i automatyki na Politechnice Warszawskiej. Doktoryzowała się z robotyki na Wydziale Mechanicznym Energetyki i Lotnictwa PW w 1987. W 1996 habilitowała się w dyscyplinie biocybernetyka i inżynieria biomedyczna w Instytucie Biocybernetyki i Inżynierii Biomedycznej im. Macieja Nałęcza Polskiej Akademii Nauk, przedstawiając dzieło Wykorzystanie własności chodu człowieka i zwierząt do syntezy ruchu maszyn kroczących. W 2005 otrzymała tytuł profesora nauk technicznych.
Jej zainteresowania naukowe obejmują robotykę, w tym budowy systemów sterowania w czasie rzeczywistym; syntezę ruchu oraz projektowania nowoczesnych konstrukcji robotycznych – maszyn kroczących oraz robotów humanoidalnych; nawigację maszyn kroczących i robotów mobilnych; biomechanikę; biorobotykę; humanoidy. Opracowała prototyp czujnika do pomiaru sił stycznych oraz system sterowania zespołem autonomicznych maszyn kroczących.
Pracę zawodową rozpoczęła w 1979 jako asystentka w Polskiej Akademii Nauk. Od 1981 do 1986 była starszą programistką w Centrum Komputerowym Szkoły Głównej Gospodarstwa Wiejskiego w Warszawie. W 1987 została zatrudniona na Politechnice Warszawskiej. W międzyczasie wykładała przez pół roku także na Politechnice Turyńskiej (1990) oraz Loughborough University of Technology (1992). Odbyła również staż na Uniwersytecie Stanu Ohio (1995). W latach 1998–2001 oraz w 2005 pracowała na Uniwersytecie Technologicznym Nanyang w Singapurze. W 2001 wróciła na Politechnikę Warszawą, Instytut Techniki Lotniczej i Mechaniki Stosowanej Wydziału Mechaniczny Energetyki i Lotnictwa. Pełniła szereg funkcji, m.in. prodziekanki ds. ogólnych i nauki (2008–2012) i wicedyrektorki Instytutu Techniki Lotniczej i Mechaniki Stosowanej.
Członkini Komitetu Automatyki i Robotyki PAN, wiceprzewodnicząca polskiego oddziału IEEE Robotics and Automation Society (2016–2019) oraz Sekretarz Generalna IFToMM (2011–2019). Członkini Rady Narodowego Centrum Nauki w latach 2018–2022.
Odznaczona Złotym Krzyżem Zasługi oraz Medalem Komisji Edukacji Narodowej.
Jej ojciec był lekarzem. Matka córki.